# Czercze (obwód chmielnicki)
Czercze (ukr. Черче) – wieś na Ukrainie w rejonie czemerowieckim obwodu chmielnickiego.
Legendę o jaskini pod Czerczą opisał Lucjan Siemieński

## Zabytki
- cmentarz szlachecki z nagrobkami posiadającymi polskie inskrypcje[3]. Najstarsza jest płyta nagrobna Joanny Solatyckiej z 1813 r.
- Kaplica cmentarna
- Kościół pw. Św. Trójcy z 1637 r., odnowiony w 1718 i 1777 roku. W latach 1930–1990 zamknięty.
- dwór (oficyna), parterowy, nakryty dachem dwuspadowym, wybudowany na planie prostokąta[3]. Zniszczony w 1917 r.[4].